# Sabine Quindou
Sabine Quindou, née le 23 novembre 1970, est une journaliste, metteuse en scène de spectacles, réalisatrice ainsi qu'animatrice de télévision française.
Elle a présenté, de 1999 à 2012, avec Frédéric Courant et Jamy Gourmaud l'émission C'est pas sorcier diffusée sur France 3.
Elle écrit et joue à partir de 2017 des spectacles musicaux pour orchestres de musique classique.
En 2020, elle écrit, réalise et joue dans Les Petits Secrets des instruments une websérie proposée par l'Auditorium de Lyon, en partenariat avec sa compagnie artistique. Elle présente l'émission hebdomadaire Thalassa sur France 3 entre 2020 et 2023.

## Biographie
D'ascendance martiniquaise par son père, Sabine Quindou fait ses études à l'Institution Sainte-Marie d'Antony, dans les Hauts-de-Seine. Titulaire d'une maîtrise d'histoire contemporaine et diplômée en journalisme du CELSA, elle fait ses débuts comme reporter à France 2, Europe 1 et l'Agence France-Presse, avant de partir pour l'Afrique (Togo, Madagascar, Djibouti), travaillant pour RFO et TV5. En novembre 1993, elle entre à France 3 où elle est journaliste et chroniqueuse pour les magazines entre 1998 et 1999 C'est clair pour tout le monde puis C'est pas la mer à boire.
De novembre 1999 à 2012, elle rejoint Frédéric Courant et Jamy Gourmaud et coprésente l'émission ludique de vulgarisation scientifique C'est pas sorcier.
À partir de 2004, sa présence dans C'est pas sorcier est moins fréquente. En 2007, elle présente sur France 5 Attention fragile, une émission sur l'environnement. En 2008, elle fait le tour du monde pour Thalassa. Parallèlement elle réalise des documentaires pour France Télévisions. En 2009, elle est l'animatrice d'une nouvelle attraction dynamique de Vulcania.
Durant la saison 2011-2012, elle coprésente avec Georges Pernoud et Laurent Bignolas le magazine Thalassa trois vendredis par mois en première partie de soirée sur France 3.
À partir de septembre 2012, elle reprend les commandes de l'émission Transportez-moi ! sur La Chaîne parlementaire une fois par mois, jusqu'en 2015. Elle apparaît en 2013 dans des spots publicitaires réalisés sous la forme d'une fausse émission pour le compte d'une marque de produits de lave-vaisselle.
En octobre 2015, elle anime aux côtés de Frédéric Courant le show Matière à penser, matière à rêver au Country-Hall de Liège (Belgique).
Elle anime Les Témoins d'Outre-mer chaque midi sur France Ô entre février 2016 et janvier 2018,.
En janvier 2017, elle joue à l'auditorium de Lyon Souffler n'est pas jouer, un spectacle musical interactif et pédagogique visant à expliquer l'histoire et le fonctionnement des instruments à vent. Elle joue ce spectacle avec la section cuivres et percussions de Orchestre national de Lyon.
En mars 2018, on la retrouve à nouveau aux côtés de Frédéric Courant dans le show I love digital au Country-Hall de Liège (Belgique).
Entre 2018 et 2020, elle écrit, met en scène et joue trois autres spectacles musicaux accompagnée par l'Orchestre national de Lyon et l'Orchestre national de France,.
Depuis 2020, elle présente à nouveau Thalassa, le magazine de la mer, tous les dimanches à 15 h 15 sur France 3.
À partir de décembre 2020, elle écrit, réalise et joue dans une websérie intitulée Les Petits Secrets des instruments. Cette websérie est proposée par l'Orchestre national de Lyon, en partenariat avec Sabine Sorcières et Compagnie, sa compagnie artistique. À raison d'un épisode par semaine, Les Petits Secrets des instruments proposent de découvrir un objet indispensable à un musicien.
Elle est à l'affiche à partir d'octobre 2021 de la Seine Musicale pour une série de cinq spectacles, accompagnée par le pianiste Simon Zaoui.
En novembre 2022, Sabine présente, sur France 5, une émission spéciale d'Échappées belles consacrée à la Méditerranée ainsi qu'en 2023 "Guyane, un nouvel Eden", en 2024 "De la Guadeloupe à Saint-Martin" et en janvier 2025 "Colorado, retour aux sources".

## Carrière

### Spectacles
- 2017 : Souffler n'est pas jouer
- 2018 : La Musique classique, c'est quoi ?
- 2019 : Le Petit Guide illustré de la grande musique
- 2019 : Au cœur de l'orgue
- 2021 : Sabine et Simon racontent...

### Télévision
- 1998 : C'est clair pour tout le monde (France 3)
- 1999 : C'est pas la mer à boire (France 3)
- 1999-2012 : C'est pas sorcier (France 3)
- 2007 : Attention, fragile (France 5)
- 2011-2012 et 2020-2023 : Thalassa (France 3)
- 2012-2015 : Transportez-moi (LCP)
- 2016-2018 : Les Témoins d'Outre-mer (France Ô)
- 2018-2019 : Inspire (France 3 Auvergne-Rhône-Alpes)
- 2022 : Échappées belles - Spéciale Méditerranée (France 5)
- 2023 : Échappées belles - Corse, l'île aux trésors (France 5)
- 2023 : Échappées belles - Guyane, un nouvel Eden (France 5)
- 2024 : Échappées belles - De la Guadeloupe à Saint-Martin (France 5)
- 2025 : Échappées belles - Colorado, retour aux sources (France 5)

### Écriture et réalisation de documentaires
- 2002 : Outre-mer, terre de feu (à l'occasion du 100è anniversaire de l'éruption du Mont-Pelé à la Martinique) co-réalisé par Luc Beaudonnière (RFO)
- 2004 : Chambord : l'énigme de François Ier (France 5)
- 2006 : Patrimoine sans frontières, du cœur historique d'Oran au Sud-marocain (France 3)
- 2007 : Docteur Beligt, médecin des steppes (France 5)
- 2008 : Les Grands Découvreurs, en Patagonie dans le sillage de Magellan (France 3)
- 2008 : Les Grands Découvreurs, en Mélanésie dans le sillage de Bougainville (France 3)
- 2011 : Festin sous la mer, carnet de plongées en Australie (France 3, Planète+Thalassa)
- 2014 : Plongées en Pays Kanak co-écrit avec Stéphane Jacques (Planète+Thalassa)
- 2014 : Cap sur des Paradis inexplorés co-écrit avec Stéphane Jacques (Planète+Thalassa)
- 2015 : Une semaine en ballon, pour Faut Pas Rêver en Irlande (France 3)
- 2018 : Allez savoir : en Guadeloupe, comment souffle la vieille dame ? co-écrit et co-réalisé par Éric Beauducel (France Ô)
- 2018 : Allez savoir : en Martinique, les tortues se cachent pour grandir co-écrit et co-réalisé par Éric Beauducel (France Ô)
- 2018 : Songes et merveilles - La fête des lumières à Lyon (France 3)
- 2019 : Lumières sur Lyon (France 3)
- 2020 : Nice, le carnaval (France 3)

## Distinctions
- Festival Mediterranéa : meilleur film TV pour Festin sous la mer, carnet de plongées en Australie
- Festival Toiles de mer : prix du public pour Festin sous la mer, carnet de plongées en Australie
- Fête européenne de l'image sous-marine et de l'environnement : Master pro-argent pour Festin sous la mer, carnet de plongées en Australie[17]
- Association des journalistes de l'information sociale : premier prix pour Hôpital : une école de santé ?[17]
- Prix Roberval 2005 : lauréate dans la catégorie œuvre audiovisuelle[18].

L'astéroïde (23890) Quindou est nommé en son honneur par l'OCA-DLR pour son apport à la démocratisation des sciences.